# فیکتورسبرگ
فیکتورسبرگ (به آلمانی: Viktorsberg) یک منطقهٔ مسکونی در اتریش است که در ناحیه فلدکیرش واقع شده‌است. فیکتورسبرگ ۳۹۷ نفر جمعیت دارد.